# Luanti
Luanti, dříve Minetest (původně Minetest-c55), je počítačová herní platforma s otevřeným zdrojovým kódem, využívající otevřený herní svět založený na "nodech" (bodech) v krychlové mřížce. Platforma včetně svého jádra je napsána programovacím jazykem C++, kód herního obsahu je skriptován v jazyce Lua, konkrétně v podobě LuaJit. Je k dispozici na operačních systémech Windows, Linux (varianty pro různé verze), GNU, Android a MacOS. Původně byla vydána v angličtině, je však k dispozici v mnoha jazycích včetně češtiny.

## Historie

### Počátky
Původní hru Minetest-c55 vytvořil celeron55 (reálným jménem Perttu Ahola) v jazyce C++, vydána byla 2. 11. 2010 ve verzi 0.0.1.
Postupně se z jedné hry stala herní platformou se spoustou her - jak miniher (tvořených např. bludišti), tak i volných her tvořených otevřeným světem.

### Vytvoření databáze komunitního obsahu
Roku 2018 vytvořil Rubenwardy (Andrew Ward, jeden z hlavních vývojářů Luanti) platformu pro sdílení komunitního obsahu ContentDB, na kterém lze obsah nejen sdílet, ale i přímo na něj nahrávat. Do té doby byl komunitní obsah sdílen pouze prostřednictvím oficiálního fora, na které obvykle nebylo možné obsah přímo nahrát - sdíleny tak byly jen odkazy na weby pro sdílení open-source softwaru, např. GitHub, ty však velká část komunity využívá i nadále.

### Přečíslování na stabilní verze
Roku 2019 se přešlo od zkušebních verzí značených 0.x.y ke stabilním verzím. Po verzi 0.4.17 tak následovala verze 5.0.0

### Přejmenování projektu
Na podzim 2024 došlo, na základě dlouhodobých diskuzí, k přejmenování projektu z Minetest na Luanti, jež více reflektuje současnost hry (název Luanti vznikl ze slova Luonti, jež ve finštině - jazyce autora - znamená "tvorba", a názvu skriptovacího jazyka Lua, který používají tvůrci modů v Luanti). K přejmenování vedlo zejména časté zaměňování s Minecraftem, spousta lidí vnímala Minetest jen jako určitou zkušební verzi Minecraftu nebo jeho klon (což do jisté míry odpovídalo době vytvoření). Tato změna se však nedotkla hry Minetest Game (základní hry projektu Minetest), která pod svým jménem zůstává i nadále. Jádro platformy (z něhož jsou volány funkce) se nově nazývá core.

## Vlastnosti

### Struktura
1. Core (jádro) - technický základ celého Luanti, napsaný v jazyce C++
2. Game (hra) - hra, kterou si hráč v Luanti spustí (ať už jde o survival či kreativní hru, např. Minetest Game, Development Test, NodeCore... či minihru, jako např. Labyrinth). Hry jsou tvořeny mody, modpacky (jsou-li přítomny), základním sdělením pro rozhraní, údaji o jméně hry a autorovi, ikonou a Headerem (volným překladem "obrázkem hlavičky")
3. Modpack (balíček módů) - není nutný, velké množství módů je samostatných; mohou být jak součástí hry, tak s konkrétním světem v rámci určité hry spuštěné nad rámec hry (např. modpack AdvTrains pro konkrétní svět ve hře Minetest Game)
4. Mod (mód) - tvoří veškerou skladbu a obsah hry, jmenovitě nastavení, nody, textury, zvuky, nástroje, příkazy apod.; např. pro hry založené na Minetest Game je klíčový mod default, který definuje základní projev hry (inventář, GUI a podobně); mohou být jak samostatně spuštěny k určitému světu jako doplněk ke hře, na níž je svět, tak být ke světu spuštěny v rámci modpacku, anebo mohou tvořit hru; v případě modů v rámci modpacků spouštěných ke hře navíc je možné některé z modů v rámci modpacků pro daný svět vypnout; na stejné úrovni jsou též texturepacks - balíčky textur

### Herní svět
Herní svět má v hratelné části velikost 31 000 nodů v každé ose a směru (kladný/záporný). Světy jsou přiřazeny ke konkrétním hrám. Svět je generován pseudonáhodně pomocí tzv. semínka (seed), čili klíče pro výpočet generování, a to v kombinaci s konkrétním generátorem. Krom základního generátoru terénu, vytvářejícího hory, moře, lesy, případně jeskyně, jsou k dispozici také např. generátory:
- Valleys mapgen (údolní generátor mapy) - o něco realističtější generátor světa, jehož tvůrcem je Duane Robertson[13]; řeky v něm nejsou na úrovni hladiny oceánu, ale postupně stékají z hor v korytech
- Mapgen with rivers (generátor mapy s řekami) - vylepšená a zcela přepracovaná obdoba Valleys mapgenu; tento generátor již využívá stromovou strukturu řek[14], neobjevují se v něm tudíž např. uzavřené okružní řeky, které jsou časté v Valleys mapgen[15].
- Flat (plochý) - generuje svět v jedné dokonalé rovině, mohou se v něm však vyskytovat též stromy[13]
- Singlenode (jeden druh nodu) - určený pro mapy typu "skyblock" a vlastní generátory světa zahrnuté v modech[13]

### Další vlastnosti
- Je možné hrát jak ve hře jednoho hráče, tak na serveru (neplatí pro některé hry).
- Mody jsou tvořeny v jazyce Lua[16].
- Dvě hry, vytvořené v rámci Minetestu původním autorem, jsou Minetest Game (minetest_game)[17] - určenou k hraní, včetně obohacování mody, a Minimal Development Test (dnes Development test[18]) - určenou k testování modů a jejich částí, úprav apod.
- Server je možné hostovat jak na samostatném serveru (včetně možnosti použití server panelů včetně Pterodactyl panelu), tak i prostřednictvím herního clienta (jak pro domácí síť, tak veřejně)[19].

### Odlišnosti oproti Minecraftu
1. Vývoj Luanti je silně vázán na komunitu, včetně vývoje jádra[6] (oproti profesionálním tvůrcům studia Mojang).
2. Každý svět v Luanti je samostatný, neexistují "podsvěty" jako v případě Minecraftu "Overworld" "Nether", "The End", případně další vytvořené pluginy či mody.
3. Názvosloví - např.: game (modpack), node (block), v minetest_game wood (planks) a tree (log).
4. Velikost světa - ve všech osách asi 31 000 nodů[12], zatímco Minecraft má ve vodorovných osách přibližně 30 000 000 bloků a ve svislé původně 256, dnes 320 bloků.
5. Licence - Luanti používá pro kód licenci LGPL-2.1-a-novější a pro textury CC-BY-SA 3.0[20], zatímco obsah v Minecraftu je chráněn Minecraft EULA[21].
6. Upravitelnost a opravitelnost modů - Luanti používá složky se soubory čitelnými uživatelem, zatímco Minecraft používá obvykle soubory .jar, kde kód je obvykle zkompilovaný do binárního souboru.
7. Souřadnicový systém - levotočivý kartézský (na mapě X vpravo, Y nahoru, Z dopředu), kdežto Minecraft má pravotočivý (X vpravo, Y nahoru, Z dozadu).
8. Oficiální podpora komunitního obsahu - Luanti má oficiální serverlist, oficiální databázi komunitního obsahu ContentDB[22], oficiální fórum[23].
9. Luanti se na Windows neinstaluje, pouze se stahuje a rozbaluje - je tak možno mít vícekrát složku Luanti na jednom zařízení. Zároveň Luanti (pokus si uživatel nenastaví pro konkrétní účel jinak) používá výhradně svou složku, tj. nepoužívá AppData apod., kde by mohlo docházet např. ke kolizi verzí, krom toho je možné jej mít též na nosiči dat, např. flash disku, a spouštět jej přímo z něj.
10. U komunitních součástí (mody, hry, balíčky textur apod.) jsou v případě Luanti takřka vždy dostupné údaje o autorovi, spolupracujících, licenci apod., zatímco v případě komunitních doplňků k Minecraftu se obvykle uplatňuje nevyřčené autorské právo formou "všechna práva vyhrazena".
11. Minecraft používá různé stavy bloků (Block states)[24], každý definovaný pro daný blok či typ bloku. Oproti tomu Luanti většinu vlastností definuje pomocí parametru 2 (paramtype2)[25], ten může být i složený (např. colorwallmounted).

## Hry
Původní hrou byla Minetest-c55, ta je i nyní dostupná na ContentDB. Základní hrou je Minetest Game, od ní jsou odvozeny mnohé další hry. Některé hry jsou formou miniher (např. Labyrinth), z nichž některé jsou Luanti klonem existujících počítačových her, jejich 3D variantou (např. Box World 3D od Hume2, napodobující slavnou hru Skladník) či jimi inspirované (; dále se lze setkat s hrami pro dlouhodobé či trvalé hraní - např. NodeCore, Minetest Game, Hades Revisited či VoxeLibre - původně vzniklé jako "klon" Minecraftu v rámci Luanti. Samostatným případem je Development Test, hra určená pro vývojáře komunitních součástí Luanti (např. modů). Development Test a Minetest Game byly dlouhou dobu dodávány společně s Luanti (nyní je již nutné je doinstalovat, např. přes program Luanti).
Od roku 2021 se každoročně na podzim koná soutěž o nejlepší novou Luanti hru - Luanti game jam (dříve Minetest game jam).

### Hry s otevřeným světem pro dlouhodobé hraní

#### Minetest Game
Tato hra s otevřeným světem, jejíž vývoj probíhá od počátku vývoje Luanti, je dostupná jak pro kreativní mód, tak pro mód s omezeným inventářem, s možností zranění i bez možnosti zranění, podporuje hru jednoho hráče i hru více hráčů. Je základem mnoha dalších her, např. Minetest Game Plus či DreamBuilder's Game. K červnu 2025 už její vývoj dlouhodobě probíhá jen formou aktualizace funkční stránky (společně s Luanti), není již obsahově významně rozšiřována. Původně se nazývala Minetest-c55.

#### Minetest Classic
Jde o obsahovou a grafickou nápodobu prvních verzí hry Minetest-c55 (přesněji, verze 0.3), později přejmenované na Minetest Game. Hra však využívá dnešní technický základ.

#### NodeCore
Jde o hru na vlastním základě, vydanou roku 2019.

#### VoxeLibre
Hra vydaná v roce 2017 tvůrcem Wuzzy, původně pod názvem 2, je snaha o napodobení Minecraftu v Luanti, přesněji Minecraft verze 1.12.

### Minihry

#### Capture the Flag
Principem této hry je, že alespoň dva týmy o více hráčích spolu soupeří o vlajku, kterou se snaží vzít a přenést na svou základnu.

#### Box World 3D
Hra z první osoby je inspirovaná hrou Sokoban (v Česku známou jako Skladník), kde je úkolem přesunout na plošné mapě krabice na určená místa. Krabice je možné pouze tlačit. Box World 3D tuto hru rozšiřuje o třetí rozměr.

#### Labyrinth
Hra z první osoby je tvořena bludištěm (generovaným do plochy generované shora), kde si hráč může vybrat velikost bludiště (v nodech) a vzhled bludiště (z hlediska použitých nodů). Hráč je umístěn dovnitř bludiště, jeho úkolem je dostat se z bludiště ven. Tvar bludiště se v průběhu hry nemění. Hra byla na ContentDB vydána v únoru 2021.

#### Labyrinthus
Hra, z pohledu hráče hraná ze třetí osoby, obsahuje úkolovou mapu. Úkoly jsou směsí úkolů typických u jednoduchých 2D her z doby 80. až 90. let - inspirace je např. ve hrách Sokoban, Pac-Man a podobných. Hra obsahuje několik skupin úrovní, každou o mnoha úrovních. Hra je k dispozici jen v režimu hry jednoho hráče.

## Mody a balíčky modů
Mody nabízejí veškerý herní obsah, i ten nutný pro běh samotné hry. Na rozdíl od mnoha jiných her tak nejsou pouhým rozšířeným herního obsahu, ale i jeho naprostým základem. Často vyžadují závislosti na další mody (depends) nebo mají podmíněnou závislost, kde díky dalšímu modu přidávají obsah nad rámec obou modů samostatně (optional_depends). Lze je rozdělit do několika kategorií, přičemž jeden mod (nebo balíček módů) může spadat pod více kategorií.

### Kategorie modů definované ContentDB
Dekorativní, Dobrodružné a RPG, Stavební mechanismy a nástroje, Stavba, Chat a příkazy, API / knihovny, Obchod a ekonomika, Tvůrčí mod, Tvorba předmětů, Vlastní generátor světa, Nástroje vývojáře, Vzdělávání, GUI - Grafické uživatelské rozhraní, Jídlo a pití, Prostředí a počasí, HUD - Informace na herní obrazovce, Inventář, Čarování a enchanting, Mobové a postavy, Zaměřeno na hru více hráčů, Rostliny a farmaření, Efekty hráče (zvýšení výkonnosti), Puzzle / skládačka, PvE - hráč proti prostředí, PvP - hráč proti hráči, Sezónní, Nástroje pro správu a moderování serveru, Střelec, Simulace, Zaměřeno na hru jednoho hráče, Úprava vzhledu hráče - skiny, Zvuky a hudba, Sporty, Zásoba, Strategie, Hra o přežití, Stroje a elektronika, Nástroje, zbraně a brnění, Údržba světa a nástroje

### Obsah modů
Mody mohou přidávat a zahrnovat například (výčet není konečný)
- Body (node) - objekty pevně vázané na pevnou a neměnnou polohu, lze je těžit, ničit, pokládat na ně cokoliv dalšího, pohybovat se na ně (či skrz ně) a podobně - tvoří pevnou součást herní mapy. Patří sem krychle, tabule skla, dveře, rostliny, koleje, schody a podobné.
- Stvoření (mob) - není-li definováno jinak, mohou měnit svou polohu a otočení
- Předměty (item)
- Nástroje (tool)
- Přeměnu předmětů - craftingem (crafting), přepečením a podobně
- Příkazy (command)
- Knihovnu pro tvorbu odvozených modů (API) - obvykle obsahují definované funkce
- Grafickou úpravu - GUI, HUD, úprava vzhledu inventáře a podobně
- Skiny (skins) a prvky pro úpravu vzhledu hráče
- Generátor světa či jeho úpravu

## Komunitní doplňky
Podobně, jako k mnoha jiným hrám, i k Luanti existují komunitní doplňky - např. externí nástroje pro tvůrce modů, generátory pohledu shora na herní mapu světa a podobné.

## Oddělené projekty
Neboť je Luanti open-source platformou, je možné vytvářet i odloučené projekty s upraveným jádrem, které se vyvíjení od Luanti odděleně a samostatně. Jsou jimi např. MultiCraft či Final Minetest.